# Leucovis latifascia
Leucovis latifascia là một loài bướm đêm trong họ Noctuidae.